# Pystira versicolor
Pystira versicolor là một loài nhện trong họ Salticidae.
Loài này thuộc chi Pystira. Pystira versicolor được Dyal miêu tả năm 1935.